# 旧鐘紡洲本工場原綿倉庫
旧鐘紡洲本工場原綿倉庫（きゅうかねぼうすもとこうじょうげんめんそうこ）は明治時代に建設された赤レンガ倉庫で、経済産業省の近代化産業遺産に認定される「洲本市の綿産業関連遺産」の一つである。

## 概要
近代日本における有数の紡績工場であり洲本の近代化を象徴する旧鐘紡洲本工場の赤レンガ建築群の保存と再生のために、20世紀末から21世紀初頭にかけてリノベーションされた施設の一つである。当建築は同じ赤レンガ近代建築の洲本アルチザンスクエア・洲本市立図書館に隣接する立地で、一時期美術館（ミュージアムパーク・アルファビア、1995年 - 2000年）として使用されていた。

## 交通アクセス
- 神戸舞子バスストップから高速バス「洲本バスセンター」行きで約50分、終点下車、徒歩3分
- 徳島駅から高速バス「洲本バスセンター」行きで75分、終点下車、徒歩3分
- 洲本港 徒歩5分

## 周辺
- 洲本市民広場 - 洲本アルチザンスクエア、洲本市立図書館、淡路ごちそう館御食国、旧鐘紡洲本工場原綿倉庫
- 洲本健康福祉館（徒歩1分）
- 兵庫県立淡路医療センター（徒歩3分）
- 大浜海岸（徒歩3分）